# Vieira de Leiria
Pour les articles homonymes, voir Vieira.
Modèle:Infobox Freguesia du Franca
Vieira de Leiria est une freguesia portugaise se trouvant dans le District de Leiria.

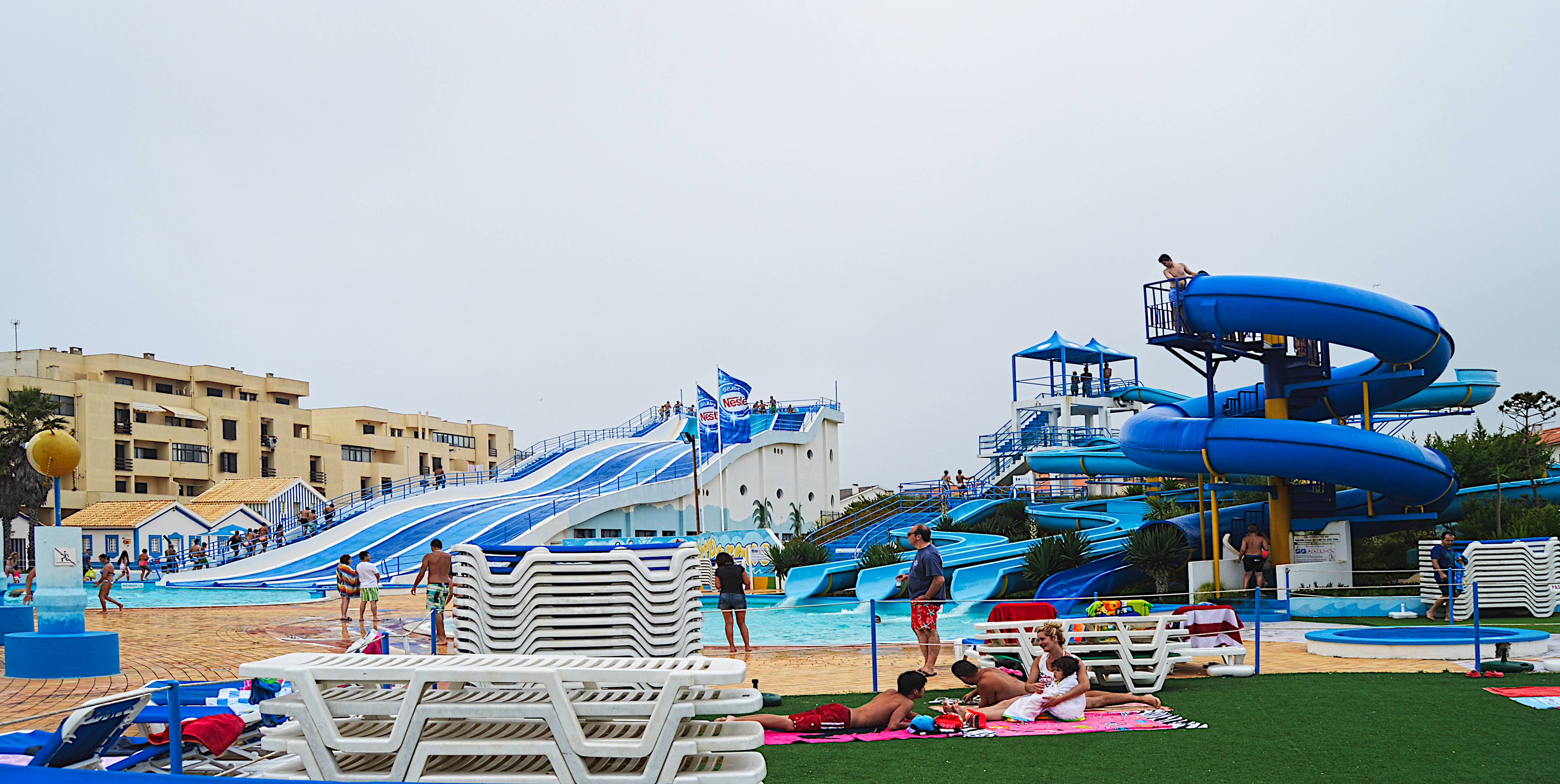
Parc aquatique à Vieira de Leiria

Avec une superficie de 42,50 km2 et une population de 5 781 habitants (2001), la paroisse possède une densité de 136,0 hab/km2.